# 제논 (원소)
제논(←영어: Xenon 제논[*]) 또는 크세논(←독일어: Xenon 크세논[*], 일본어: キセノン 키세논[*])은 화학 원소로 기호는 Xe(←라틴어: Xenon 크세논[*]), 원자 번호는 54이다. 제논은 무색의 무겁고 냄새가 없는 비활성 기체로, 지구 대기 중에 미량이 존재한다. 1898년 영국의 윌리엄 램지에 의해 처음 발견되었다. 1962년 비활성 기체 중에서는 처음으로 제논 화합물이 만들어졌다.
핵 실험을 하면 대기에서 제논이 검출된다. 이를 통해서 핵실험 유무를 파악할 수 있다.
보통 크세논이라고 하며, 카메라의 플래시나 등대의 플래시로 쓰인다.
또한 2009년 일본에서 건설한 암흑 물질 검출기 XMASS에도 액체 제논 857kg이 쓰였다.

## 제논 화합물
1962년 XePtF6를 닐 바틀렛(Neil Bartlet)이 발견
그 외에 XeF4 또는 XeF2등의 플루오린화물도 존재한다.
비활성 기체 화합물 문서 참고.

## 같이 보기
- 공중 부양